# فندق وندسور
فندق ويندسور (بالإنجليزية: Windsor Hotel)‏، (بالفرنسية: Hôtel Windsor)‏ هو فندق تاريخي في وسط مدينة القاهرة، مصر. تم تشييده عام 1893 ويقع بالقرب من دار الأوبرا الخديوية وعبر شارع ألفي باي من موقع فندق شبرد السابق، والذي كان بمثابة ملحق له. خلال الحرب العالمية الأولى كان بمثابة نادي الضباط البريطانيين ويعود تاريخ الكثير من الأجزاء الداخلية والمفروشات إلى تلك الحقبة. وقد أُطلق عليه «قصيدة غير مستعادة أيام السفر الاستعماري البريطاني». بعد تعرضه لأضرار من إنشاء خط المترو أغلق للإصلاح في سبتمبر 2019 اعتبارًا من فبراير 2020 لكن لم يتم إعادة فتحه بعد.

## التصميم

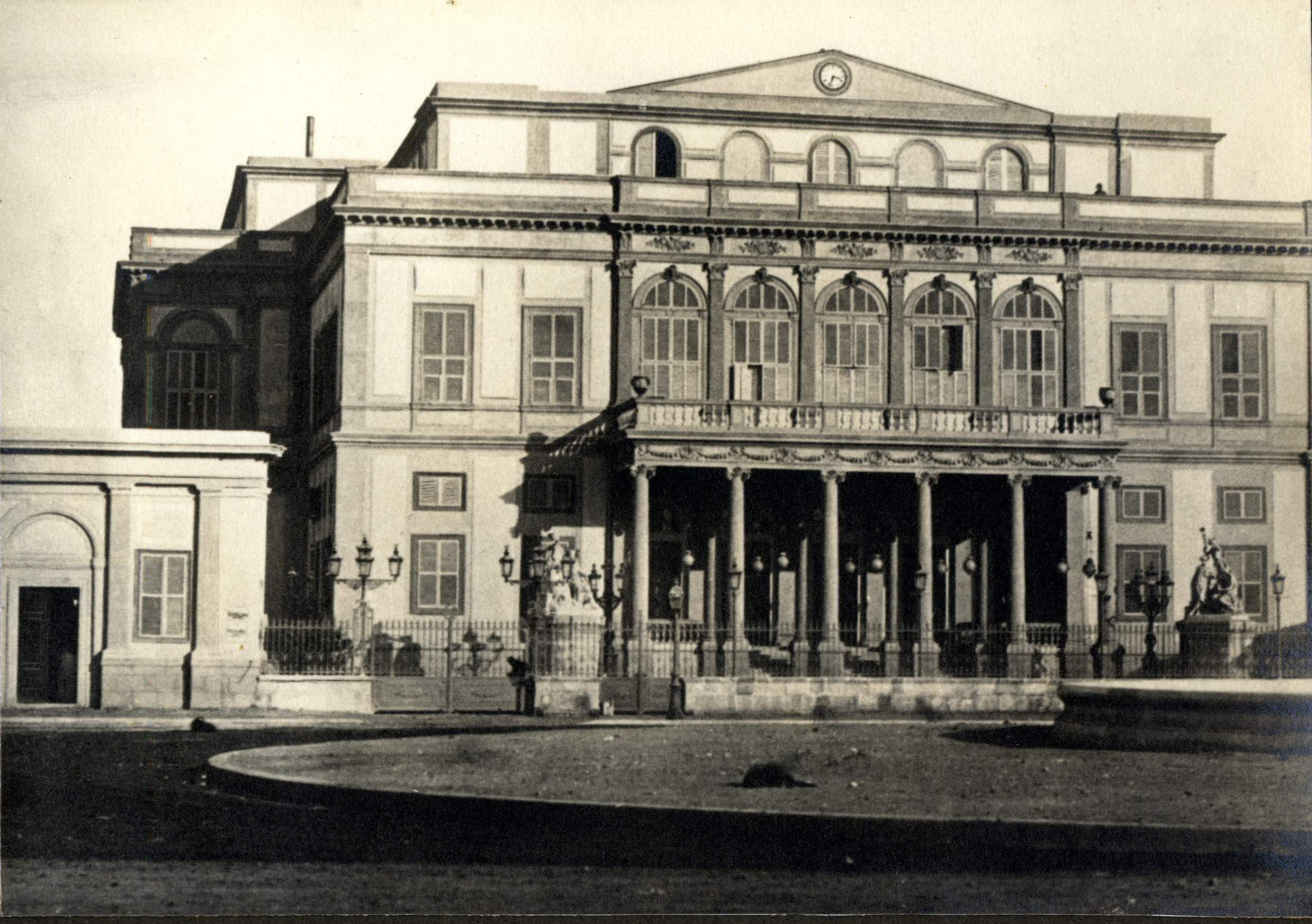
واجهة دار الأوبرا الخديوية 1869

تم تشييد فندق وندسور في الأصل عام 1893 كجزء من مجمع الحمامات الملكية وهو مثال على العمارة المملوكية الجديدة في العصر الاستعماري. تشبه واجهته الخارجية إلى حدٍ بعيد واجهات الفناء الداخلي في وكالة الغوري من القرن السادس عشر، وهي عبارة عن بيت متنقل يقع في سوق خان الخليلي القريب. إنها واحدة من الأمثلة الوحيدة الباقية على الرعاية الخديوية في هذا الحي من القاهرة، والتي تضمنت ذات يوم دار الأوبرا الخديوية والبريد الملكي وحدائق الأزبكية بالإضافة إلى مجمع الحمام. وفقًا لمهندسين في شركة مجموعة شيندلر، فإن مصعد النقل الخشبي الذي يتم تشغيله يدويًا في فندق وندسور هو الأقدم في مصر ومن بين أقدم المصاعد العاملة من نوعها في العالم.

## وصلات خارجية
- الموقع الرسمي